# Hella (Vorname)
Hella ist ein weiblicher Vorname.

## Herkunft und Bedeutung
Beim Namen Hella handelt es sich um eine Kurzform von Helene oder eine Koseform von Helga, sowie ein Diminutiv anderer Namen, die mit Hel- beginnen.

## Verbreitung
In den Niederlanden kommt der Name Hella gelegentlich vor. Besonders populär war er zu Beginn der 1960er Jahre. Im Jahr 2017 registrierten die Niederlande insgesamt 418 Namensträger. Davon trugen 308 Hella als ersten Vornamen.
Im Jahr 2020 gab es in der Schweiz 109 Frauen, die den Namen Hella trugen.
In Österreich kommt der Name nur vereinzelt vor.
Auch in Finnland war der Name nie besonders populär. Er wurde primär in den 1910er und 1920er Jahren vergeben (19 Registrationen) und kommt seitdem nur noch selten vor. In Dänemark wird Hella ebenfalls nur selten gewählt. Besonders populär war er im Jahr 2017, als er an vier Mädchen vergeben wurde. Im Jahr 2023 trugen insgesamt 291 Frauen diesen Vornamen. In Schweden tragen 160 Personen Hella als Vornamen (Stand: Juni 2024). In Norwegen tragen 60 Frauen Hella als Teil ihres Vornamens. Bei 30 davon handelt es sich um den einzigen Vornamen.

## Varianten
Neben Hella existieren die Namensformen Hela und Helle.
Für weitere Varianten: siehe Helene#Varianten und Helge#Varianten

## Namensträgerinnen

### Hella
- Hella Bailin (1915–2006), deutschamerikanische Künstlerin
- Hella Berent (* 1948), deutsche bildende Künstlerin
- Hella Böhm (1952–2016), deutsche Videokünstlerin
- Hella Brock (1919–2020), deutsche Musikpädagogin, Musikwissenschaftlerin und Edvard-Grieg-Forscherin
- Hella Brumme (* 1946), deutsche Gartenbauingenieurin, Sachbuchautorin und Leiterin des Europa-Rosariums Sangerhausen
- Hella Dunger-Löper (* 1951), deutsche Politikerin (SPD), MdA
- Hella Eckert (* 1948), deutsche Schriftstellerin
- Hella Eckhoff (1960–2022), deutsche Fußballspielerin
- Hella Elges (* 1949), deutsche Theaterschauspielerin
- Hella Graf (1902–1991), deutsche Schauspielerin, Synchronbuchautorin und Synchronregisseurin
- Hella Guth (1908–1992), österreichische Malerin und Grafikerin
- Hella Haasse (1918–2011), niederländische Schriftstellerin
- Hella Hanzlik (1912–2005), österreichische Politikerin (SPÖ), Landtagsabgeordnete, Abgeordnete zum Nationalrat, Mitglied des Bundesrates
- Hella Heizmann (1951–2009), deutsche Sängerin, Gesangspädagogin, christliche Liedermacherin und Kirchenliederdichterin
- Hella Sketchy (2001–2019), US-amerikanischer Rapper
- Hella Hirsch (1921–1943), deutsche Arbeiterin und Widerstandskämpferin gegen den Nationalsozialismus, Opfer der NS-Kriegsjustiz
- Hella Hirschfelder-Stüve (1905–1977), deutsche bildende Künstlerin
- Hella Hoffmann, deutsche Schönheitskönigin sowie Fotomodell
- Hella Jacobs (1905–1974), deutsche Malerin der Neuen Sachlichkeit
- Hella Jongerius (* 1963), niederländische Designerin und Dozentin
- Hella Joof (* 1962), dänische Schauspielerin, Synchronsprecherin, Regisseurin und Drehbuchautorin
- Hella Jurich (* 1980), deutsche Beachvolleyballspielerin
- Hella Kasten (1944–2003), deutsche Politikerin (CDU)
- Hella Kemper (* 1966), deutsche Redakteurin und Autorin
- Hella Kürty (1896–1954), Schauspielerin und Operettensängerin
- Hella Lendl (1905–2004), österreichische Politikerin (SPÖ), Landtagsabgeordnete, Hausfrau
- Hella Lenz (* 1935), deutsche Malerin
- Hella Mandt-Zunker (1937–2020), deutsche Politikwissenschaftlerin und Hochschullehrerin
- Hella Moja (1892–1937), deutsche Schauspielerin
- Hella Müller (* 1942), deutsche Puppenspielerin
- Hella Nebelung (1912–1985), deutsche Balletttänzerin und Galeristin
- Hella Nohl (1939–2023), deutsche bildende Künstlerin
- Hella O’Cuire Quirke (1866–1944), deutsche Schriftstellerin
- Hella Pick (1927–2024), österreichisch-britische Journalistin
- Hella Pöch (1893–1976), österreichische Anthropologin und „Rassenforscherin“
- Hella Poppe (* 1948), deutsche Politikerin (SPD), MdBB
- Hella Puhlmann (1936–2015), deutsche Opern- und Operettensängerin (lyrischer Sopran)
- Hella Ranner (* 1951), österreichische Politikerin (ÖVP), MdEP
- Hella Reelfs (1928–2006), deutsche Kunsthistorikerin
- Hella Riede (* 1938), deutsche Tennisspielerin
- Hella Roth (* 1963), deutsche Hockeyspielerin
- Hella Ruttkowski (1920–2008), deutsche Opernsängerin (Alt)
- Hella Santarossa (* 1949), deutsche Malerin
- Hella Schlumberger (* 1943), deutsche Schriftstellerin und Journalistin
- Hella von Sinnen (* 1959), deutsche Fernsehmoderatorin und Komikerin
- Hella Tiedemann (1936–2016), deutsche Romanistin und Komparatistin
- Hella Tornegg (1878–1946), deutsche Schauspielerin und Sängerin
- Hella Unger (1875–1934), österreichische Bildhauerin und Medailleurin
- Hella von Unger (* 1971), deutsche Sozialwissenschaftlerin und Hochschullehrerin
- Hella Wenders (* 1977), deutsche Filmregisseurin
- Hella Wuolijoki (1886–1954), estnisch-finnische Schriftstellerin und Politikerin, Mitglied des Reichstags

### Hela
- Hela Felenbaum-Weiss (1924–1988), polnische Widerstandskämpferin, Überlebende des Vernichtungslagers Sobibór
- Hela Gruel (1902–1991), deutsche Schauspielerin und Synchronsprecherin
- Hela Peters (1885–1973), deutsche Malerin und Grafikerin
- Hela Sander (1879–1952), deutsche Schriftstellerin